# Лулонга
Лулонга (на френски: Lulonga) е река в Централна Африка, в Демократична република Конго, ляв приток на Конго.
Река Лулонга се образува от сливането на двете съставящи я реки Маринга (лява съставяща) и Лопори (дясна съставяща). Дължината ѝ от мястото на сливането е 180 km, а от извора на река Лопори – около 1000 km. Площта на водосборния ѝ басейн е 76 950 km². Река Лопори води началото си на 440 m н.в. от девствените екваториални гори в централната част на Демократична република Конго. В горното си течение (до устието на десния си приток Лонуа) тече в посока север-северозапад, след това до устието на река Маринга – на запад, а след устието на Маринга, при градчето Басанкусу – на запад-югозапад. Влива се отляво в река Конго, на 306 m н.в., при град Босо-Асука. Река Лулонга – Лопори тече сред гъсти екваториални гори в широка, в по-голямата си част заблатена долина, с незначителен наклон (0,01 m/km). Основни притоци: леви – Боломбо, Екокора, Маринга; десни – Лонуа. Подхранването на река Лулонга е предимно дъждовно и е пълноводна целогодишно със среден годишен отток 2040 m³/s. Колебанието на речното ѝ ниво е незначително, но максималният ѝ отток е от октомври до декември. Река Лулонга е плавателна целогодишно по цялото си протежение (180 km), река Лопори е плавателна до град Симба (на 454 km от устието), а река Маринга – до град Бефори (на 408 km от устието си).